# Theodore Boronovskis
Theodore „Ted“ Boronovskis (geboren am 27. Juli 1943 im heutigen Lettland) ist ein ehemaliger australischer Judoka.
Boronovskis nahm 1964 als einer von vier australischen Judoka an der olympischen Premiere des Judosports bei den Olympischen Spielen in Tokio teil. Der 1,83 m große Boronovskis startete in der offenen Klasse, hier traten insgesamt nur neun Wettkämpfer an. In der Vorrunde besiegte er John Ryan aus Irland und Ali Hachicha aus Tunesien. Im Halbfinale traf Boronovskis auf den Niederländer Anton Geesink, nach zwölf Sekunden Kampf stand Geesink im Finale und Boronovskis erhielt eine Bronzemedaille. Dies war die einzige Medaille für einen australischen Judoka bis zu den Olympischen Spielen 2000 in Sydney, als Maria Pekli ebenfalls Bronze gewann.
Boronovskis gewann sieben australische Meistertitel: 1962, 1963, 1965 und 1966 in der offenen Klasse sowie 1963, 1964 und 1966 im Schwergewicht. Bei den Ozeanienmeisterschaften 1965 in Auckland siegte im Schwergewicht der Neuseeländer John Oosterman vor Boronovskis. 